# Molango de Escamilla
Molango de Escamilla là một đô thị thuộc bang Hidalgo, México. Năm 2005, dân số của đô thị này là 10385 người.